# Iglesia Metodista de Burford

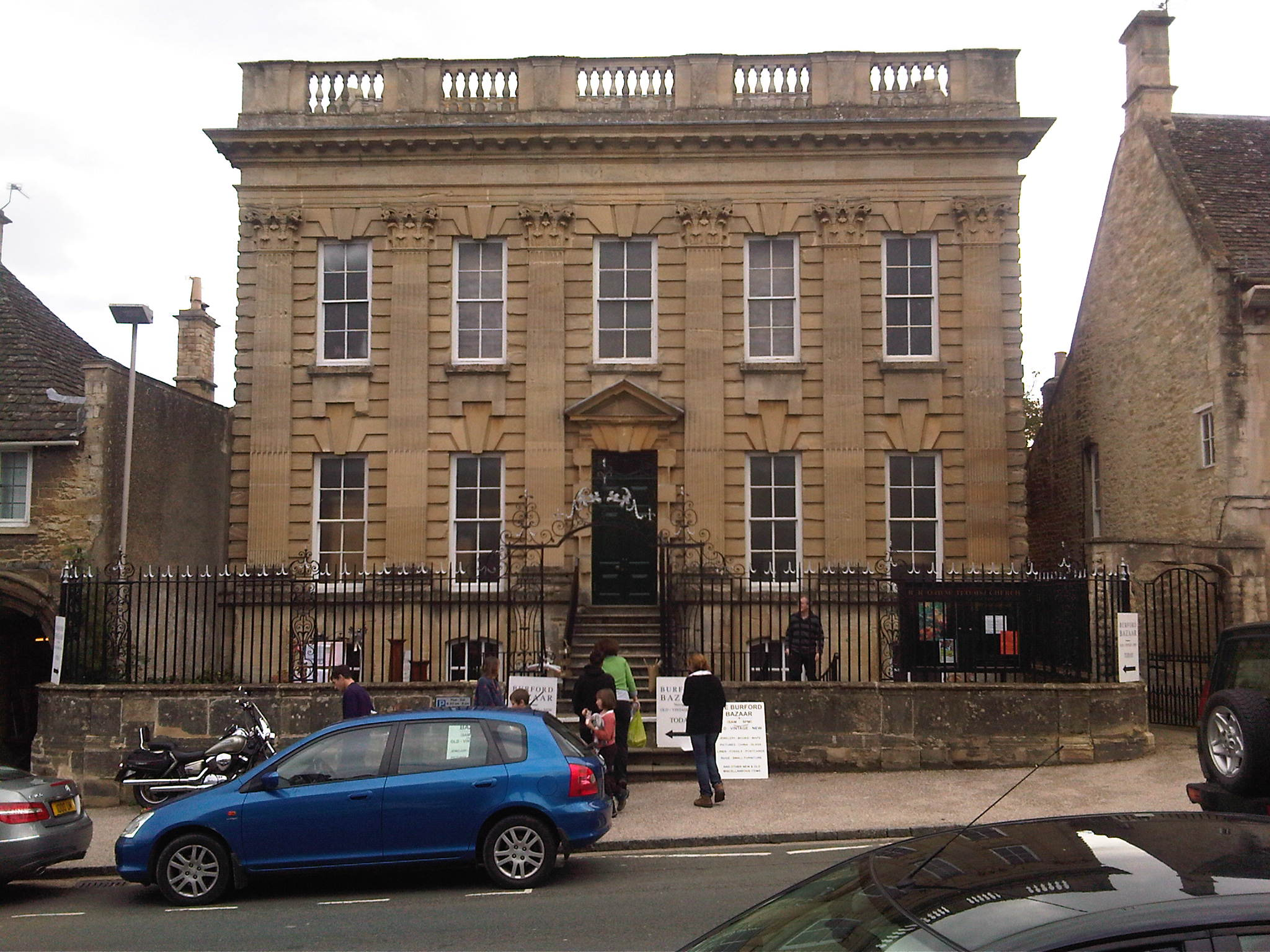
La Iglesia Metodista de Burford fue construida como una casa provincial de principios del.

La Iglesia Metodista de Burford es un edificio barroco en High Street de Burford, Oxfordshire. Fue construida entre aproximadamente 1715  y 1730  como casa privada y convertida en 1849 en una capilla wesleyana. Es un edificio catalogado de grado II*.

## Carácter distintivo
La arquitectura barroca floreció sólo durante un período muy breve en la historia arquitectónica de Gran Bretaña, alcanzando su apogeo bajo la guía de arquitectos como John Vanbrugh y Nicholas Hawksmoor, quienes transformaron el estilo europeo más florido del barroco, promovido por Christopher Wren, en una forma más severa peculiar de Gran Bretaña. Allí, el barroco tendía a ser favorecido por las clases altas viajeras, que habían visto el género en la Europa continental; sin embargo, incluso por esta minoría no era universalmente admirado. Cuando John Vanbrugh persuadió al gobierno y al salvador de Inglaterra, John Churchill, primer duque de Marlborough, para que le permitieran diseñar el Palacio de Blenheim en estilo barroco, la esposa de Marlborough, la formidable Sarah Churchill, duquesa de Marlborough, estuvo acompañada por un gran grupo de intelectuales, entre los que se encontraba Alexander Pope, que se mostraron fuertemente críticos. 
Por lo tanto, encontrar un ejemplo temprano del barroco en la calle principal de una pequeña ciudad provincial inglesa es inusual, más inusual aún es que el edificio se encuentra en un pequeño sitio todavía rodeado por sus vecinos originales: edificios medievales más antiguos y más pequeños que, aunque raros hoy en día en su cantidad y composición sobrevivientes, son de poco mérito arquitectónico individual y sirven para acentuar la altura y el clasicismo de su vecino más refinado; así, la iglesia conserva un entorno que es parte del concepto original de la arquitectura barroca: el elemento sorpresa; hasta principios del siglo XX, esto se ejemplificó con la vista de la Basílica de San Pedro elevándose incongruentemente del revoltijo de arquitectura medieval que era el Borgo antes de la creación de la Via della Conciliazione, que aunque ha creado un gran enfoque y perspectiva para la Basílica, ha quitado el elemento barroco de sorpresa cuando uno de repente se encuentra con la Piazza San Pietro desde el revoltijo de calles estrechas y pequeñas plazas.

## Arquitectura
La iglesia fue diseñada como una casa privada para un abogado local, John Jordan.  El edificio se desarrolla en tres plantas, un semisótano alto y bien visible, que albergaría las cocinas y estancias secundarias domésticas; la planta primera que era la principal y contenía las principales salas de recepción y entrada; y la planta segunda que contenía los dormitorios principales. Dada la fecha de la casa, es posible que el dormitorio principal estuviera en el primer piso en estilo piano nobile, pero no sobrevive ninguna evidencia documental que describa la distribución original.
La fachada frontal (y única) está completamente almohadillada a partir del primer piso; se compone de cinco tramos divididos por seis pilastras estriadas rematadas por capiteles corintios que están unidos por un entablamento que sostiene un parapeto con balaustrada . La entrada principal, que ocupa la bahía central del primer piso, tiene un frontón muy marcado al estilo de James Gibbs y se accede a ella mediante un tramo de escaleras que se elevan y protegen de la vista la entrada al semisótano. A esta entrada secundaria de la casa, destinada únicamente al uso de sirvientes y comerciantes, se llega mediante una escalera exterior doble descendente y segmentada, una característica bastante común en una casa barroca que asciende a la entrada principal, pero rara cuando se desciende a una entrada secundaria.Las ventanas están adornadas con claves caídas y delantales . Para mantener la escala y la perspectiva del edificio, las ventanas son necesariamente largas y estrechas, lo que crea una ilusión de mayor altura, una característica típica del barroco.  Sin embargo, la ilusión ha sido algo modificada por las barras de vidrio reemplazantes de finales del siglo XIX en el primer y segundo piso. Las barras de vidrio de la planta baja, que probablemente sean originales, dan lugar a paneles más pequeños que se asemejan más al estilo barroco inglés, como se ve en otros edificios barrocos contemporáneos, como Easton Neston . Las características abarrotadas de la fachada barroca no son muy diferentes a las de Heythrop Park, también en Oxfordshire, donde Francis Smith, el arquitecto, trabajó como contratista de construcción.

## Conversión en capilla
En 1849 la casa fue vendida y convertida en iglesia.  Los trabajos de reforma incluyeron el vaciado completo de los dos pisos superiores. Estos se convirtieron en una gran sala destinada al culto. Se construyó un gran balcón interior en el primer piso, destinado a proporcionar asientos adicionales, y las urnas ornamentales que decoraban el parapeto con balaustrada se quitaron por ser "incompatibles con el carácter sagrado del edificio".

## Uso actual
El edificio todavía se utilizaba como iglesia metodista y formaba parte del circuito metodista de Witney y Faringdon. A partir de 2023, la iglesia ha cerrado y está a la venta con los agentes Fisher German https://www.rightmove.co.uk/properties/141151295#/?channel=RES_BUY